# Tamar Ziegler
Tamar Débora Ziegler (1971) é uma matemática israelita conhecida pelo seu trabalho em teoria ergódica e aritmética combinatória. Grande parte do seu trabalho tem-se concentrado em progressões aritméticas, em especial as extensões do teorema de Green-Tao.
Ziegler recebeu o seu doutoramento em 2003, na Universidade Hebraica de Jerusalém sob a supervisão de Hillel Fürstenberg. Depois de estudos de pós-doutoramento na Universidade Estadual de Ohio, o Instituto de Estudos Avançados de Princeton, e a Universidade de Michigan, Ziegler juntou-se ao Technion faculdade, em 2007, e mudou-se de volta para a Universidade hebraica em 2013. Em 2011, Ziegler ganhou o prémio Anna e Lajos Erdős em Matemática de Israel Matemática União.
Foi palestrante do Congresso Internacional de Matemáticos em Seul (2014).